# Echinocereus arizonicus
Echinocereus arizonicus är en kaktusväxtart som beskrevs av Joseph Nelson Rose och Charles Russell Orcutt. Echinocereus arizonicus ingår i släktet Echinocereus och familjen kaktusväxter. Inga underarter finns listade i Catalogue of Life.